# Dolomiten
Dolomiten és un diari en alemany del Tirol del Sud, fundat el 1882 i editat a Bozen, amb un tiratge de 49.909 exemplars. La seva orientació és catòlica i conservadora i defensa la identitat cultural dels alemanys i ladins del Tirol del Sud. Juntament amb el Neue Südtiroler Tageszeitung d'Arnold Tribus, és el diari amb més difusió al territori. També té difusió a Innsbruck, Múnic i Viena.

## Estructura
Fou fundat el 1882 amb el nom Der Tiroler (El Tirolès). El 1926 va prendre el nom de Dolomiten - Tagblatt der Südtiroler ("Dolomiten - Quotidià dels sudtirolesos") i era publicat sis dies a la setmana. L'eslogan era Dolomiten. Täglich, aber nicht alltäglich ("Dolomiten. Quotidià, però no rutinari"). L'editorial propietària era Athesia Druck s.r.l. Amb seu a Bozen, i venia una mitjana diària de 56.600 exemplars, que augmentava a 77.000 els divendres.
L'editora es troba a Bozen, però també té redaccions locals a Brixen, Meran, Schlanders i Innsbruck. Disposa d'una redacció composta de 47 col·laboradors fixos i vora de 150 lliures. Té unes 42 pàgines. Dolomiten és membre de Midas, una associació de periòdics per a les minories, el president de la qual és el director de Dolomiten, Toni Ebner jr.

## Història
Fundat el 1882 com Der Tiroler, el 1923 canvià el nom per Der Landsmann ("el Compatriota"), però el 1925 fou clausurat per les autoritats feixistes. El 24 de desembre de 1926 va reobrir, però, lligat a Acció Catòlica de la Diòcesi de Trento, tres dies a la setmana, amb el nom Dolomiten, que conservà d'aleshores ençà. Entre 1940 i 1943 es va publicar com a Tagblatt der Südtiroler (Quotidià dels sudtirolesos), fins que fou suspès pels nazis. El 1945 fou cedit al canonge Michael Gamper, qui continuà la publicació amb Toni Ebner pare i Josef Rampold.

## Tiratge
| Any  | Còpies venudes |
| ---- | -------------- |
| 2005 | 49.909         |
| 2004 | 49.625         |
| 2003 | 49.915         |
| 2002 | 49.882         |
| 2001 | 50.598         |
| 2000 | 49.853         |
| 1999 | 45.207         |
| 1998 | 44.293         |
| 1997 | 43.879         |
| 1996 | 40.906         |

Dades Ads - Accertamenti Diffusione Stampa